# Delgerkhangai, Dundgovi
Delgerkhangai (tiếng Mông Cổ: Дэлгэрхангай) là một sum của tỉnh Dundgovi ở Mông Cổ. Vào năm 2007, dân số của sum là 2.530 người.

## Địa lý
Sum có diện tích khoảng 6.209 km2. Trung tâm sum, Khashaat, nằm cách tỉnh lỵ Mandalgovi 130 km và thủ đô Ulaanbaatar 375 km.

### Khí hậu
Delgerkhangai có khí hậu bán khô hạn. Nhiệt độ trung bình hàng năm trong khu vực là 7 °C. Tháng ấm nhất là tháng 7, khi nhiệt độ trung bình là 27 °C và lạnh nhất là tháng 1, với −14 °C. Lượng mưa trung bình hàng năm là 161 mm. Tháng ẩm ướt nhất là tháng 7, với lượng mưa trung bình là 48 mm, và khô nhất là tháng 2, với 2 mm.

## Kinh tế
Sum có một trường học, bệnh viện, trung tâm thương mại và nhà văn hóa.